# Селікса-Трофимовський могильник
Селікса-Трофимовський могильник — археологічна пам'яика у Горішньому Посур'ї у 25 км східніше Пензи. Могильник розташований в 1 км до північний схід від села Трохимовка Бессоновського району Пензенської області.
Могильник відноситься до 4-5 сторіччя — початкового періоду формування мордви-мокші.

## Дослідження
Могильник було відкрито й частково досліджено у 1966-68 роках спільною експедицією Мордовського НДІ мови, літератури, історії та економіки та Пензенського краєзнавчого музею під керівництвом М. Р. Полєсських.

## Поховання
Ша могильнику було розкрито 64 поховання. Поховання здійснювалися за обрядом інгумації. Померлих мали в простих могильних ямах під-прямокутної форми без будь-яких внутрішніх могильних конструкцій. Кістяки перебували в витягнутому на спині положенні й переважно орієнтовані головою на північний схід.

## Інвентар
Речовий інвентар представлений бронзовими скроневими бовкунчиками з двоконічнтмт й двопірамідальними тягарцями, кільцевими застібками, гривнями, браслетами, гомінливими мережчатими бовкунчиками, нагрудними бляхами, залізними утулковими сокирами, наконечниками стріл та списів.
У більшості поховань виявлена ліпна кераміка бурого кольору банкоподібних й горшкоподібних форм.